# Martynów (przystanek kolejowy)
Martynów (ukr. Мартинів, ros. Мартынов) – przystanek kolejowy w miejscowości Demianów, w rejonie iwanofrankiwskim, w obwodzie iwanofrankiwskim, na Ukrainie. Położony jest na linii Lwów – Czerniowce.
Nazwa pochodzi od pobliskiej miejscowości Martynów Nowy. Przystanek istniał przed II wojną światową.